# 西格诺尔-利普斯效应

西格诺尔-利普斯效应会使物种灭绝时间看上去比实际更早。三角箭头：残存化石；圆形符号：最后出现的化石（观察到的灭绝）；星形标志：实际灭绝时间。

西格诺尔-利普斯效应（Signor–Lipps effect）是“菲利普·西格纳”（Philip W.Signor）和“杰尔·亨利·利普斯”（Jere H.Lipps）提出的古生物学原理，该原理指出，由于生物化石记录从来都不完整，因此所给定分类群中无论是第一个还是最后一个生物的化石都不会被记录到。西格诺尔-利普斯效应通常特别适用于已知的最年轻分类群化石情况，这一类的化石往往不能代表生物体最后一次出现的时间。相反，对已知最古老化石不能代表分类单元首次出现的情况，则以研究人员“瓦尔达尔·贾努松”（Valdar Jaanusson）之名，称之为“贾努松效应”或“斯皮尔-朗吉斯效应”（Sppil–Rongis），“西格诺尔-利普斯”字母的反向拼写。 
较著名的一个示例是腔棘鱼，直到1938年捕获到活体标本前，它被认为早在白垩纪极晚期就已灭绝。广为所知来自寒武纪早期和中期岩石中的“伯吉斯页岩型动物群落”动物，自2006年以来，陆续在奥陶纪、志留纪和早期泥盆纪岩石中都发现了一些类似动物的化石，换言之，它们出现在伯吉斯页岩一亿年后。这些动物形成特定化石的具体方式可能有赖于短期内存在的海洋化学类型。
但西格诺尔-利普斯效应在古生物学中引起的困扰影响更大：
- 这使人很难对大灭绝的时间和速度产生信心，也让检验大规模灭绝原因的理论变得困难。例如，恐龙的灭绝长期来被认为是一个渐进的过程，但自20世纪80年代末来，所收集的证据表明这是一个突然的过程，与小行星撞击导致灭绝的观点相一致。

- 一个分类单元何时首次出现的不确定性使人们很难把握特定物种属的祖先。例如，如果已知最早的X属化石比已知最早的Y属化石早得多，且Y属除自身的一些特征外，还具有X属的所有特征，那么很自然地就会假设X是Y的祖先。但这一假设随时都可能受到质疑，因为Y化石的发现比任何已知的X化石都要早—除非发现了更古老的X属化石，其它物种的情况也可以此类推。

作为西格诺尔-利普斯效应的一种结果，最后出现的化石只是接近灭绝率。每单位时间保存的化石越多，这种近似值就精确。
零星的化石记录在许多年代中都存在巨大的遗缺。

## 另请查看
- 拉撒路物种
- 德国坦克问题
- 偏差样本